# Berliner Kongress

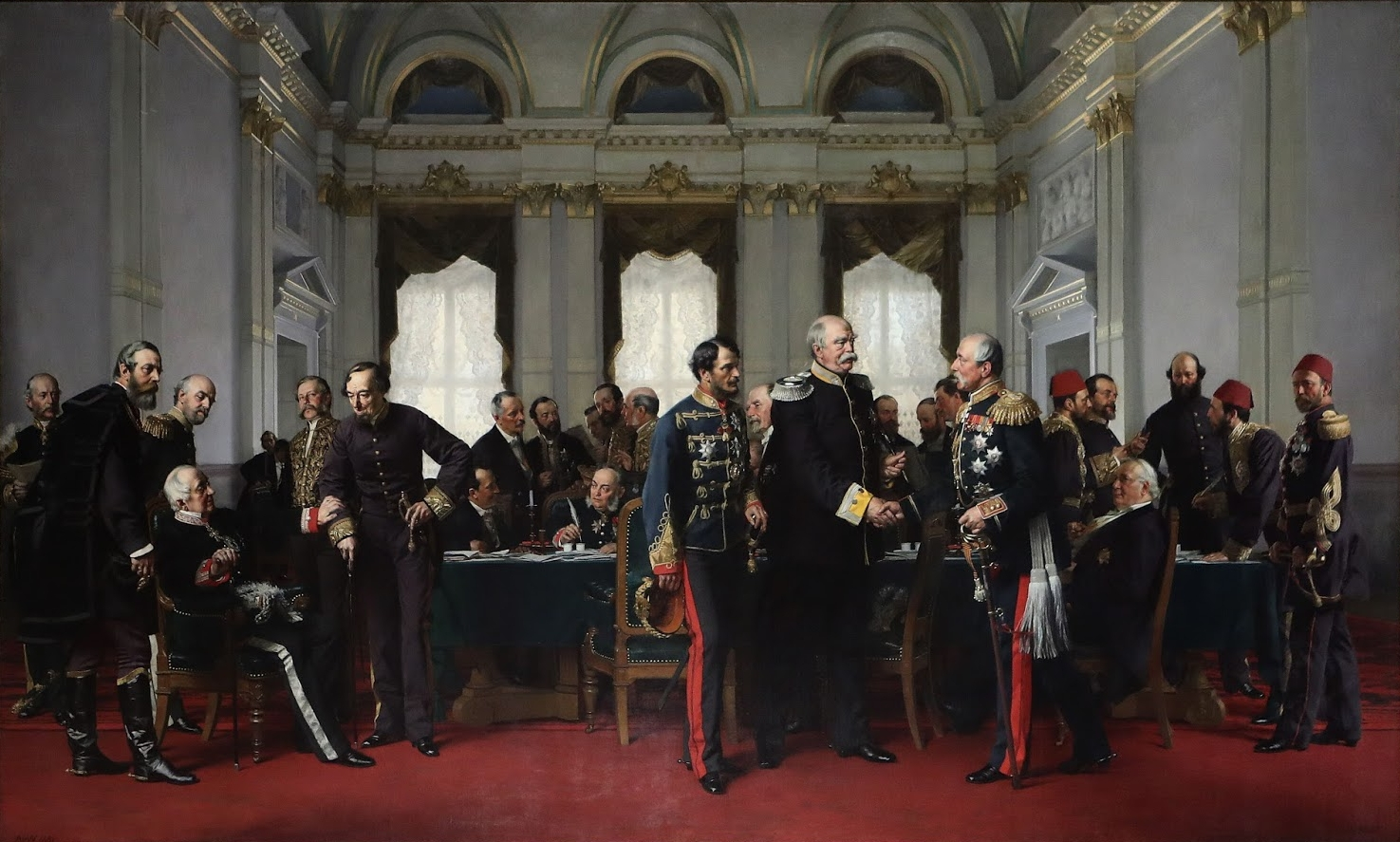
Der Kongress zu Berlin (Schlusssitzung, 13. Juli 1878), Ölgemälde von Anton von Werner, 1881, 3,60 × 6,15 m, Rotes Rathaus, Berlin. Abgebildet (v. l. n. r.): von Haymerle, Károlyi, de Launay, Gortschakow (sitzend, tief im Hintergrund der Maler selbst und ein Saaldiener), Waddington, Disraeli, von Radowitz, zu Hohenlohe-Schillingsfürst, Corti, Graf de Mouy (halb verdeckt), d’Oubril (sitzend), de Saint-Vallier (verdeckend), Desprez, Andrássy, Bucher, Otto von Bismarck, von Holstein, Busch, Herbert von Bismarck, Schuwalow, Sadullah Bey, Russell, von Bülow, Salisbury, Carathéodori und Mehmed Ali Pascha

Der Berliner Kongress war eine Versammlung von Vertretern der europäischen Großmächte Deutsches Reich, Österreich-Ungarn, Frankreich, Vereinigtes Königreich, Italien und Russland sowie des Osmanischen Reiches, auf der die Balkankrise beendet und eine neue Friedensordnung für Südosteuropa ausgehandelt wurde. Der Kongress begann am 13. Juni 1878 in Berlin und endete dort am 13. Juli 1878 mit der Unterzeichnung des Berliner Vertrages.

## Vorgeschichte
Aufstände der orthodoxen Bevölkerung gegen die osmanische Herrschaft in der Herzegowina und im späteren Bulgarien 1875/1876 hatten zuerst zu Kriegserklärungen Serbiens und Montenegros an das Osmanische Reich geführt. Beide Länder erlitten eine Niederlage, weshalb Russland Serbien bereits im Herbst drängte, Frieden zu schließen. Kurz darauf schlug die osmanische Armee auch den bulgarischen Aprilaufstand gewaltsam nieder. Da sich Russland im Zuge des Panslawismus und aus machtpolitischen Erwägungen als Schutzmacht der Bulgaren verstand, drohte ein russisch-türkischer Krieg. Um dies zu verhindern, tagte von Dezember 1876 bis Januar 1877 in Konstantinopel eine Konferenz der Botschafter der europäischen Großmächte, die von der Hohen Pforte verlangte, auch mit Montenegro Frieden zu schließen und den Bulgaren weitgehende Autonomierechte einzuräumen. Die Großmächte behielten sich vor, die Durchführung dieser Reform zu überwachen (Londoner Protokoll). Sultan Abdülhamid II. weigerte sich, eine solche Souveränitätseinschränkung hinzunehmen, woraufhin Russland dem Osmanischen Reich im April 1877 den Krieg erklärte. Bereits im Januar 1877 hatte Österreich-Ungarn den Russen im Budapester Vertrag seine Neutralität zugesagt.
Im Russisch-Osmanischen Krieg musste die osmanische Armee mehrere schwere Niederlagen hinnehmen, Ende 1877 erreichte die Armee des Zaren in Yeșilköy, einem Vorort von Konstantinopel, das Marmarameer. Um eine Besetzung seiner Hauptstadt zu verhindern, war der Sultan im März 1878 gezwungen, nach dem Waffenstillstand von Edirne den Frieden von San Stefano zu unterzeichnen. Das Osmanische Reich musste darin die volle Unabhängigkeit Rumäniens, Serbiens und Montenegros anerkennen und kleinere Gebiete an diese Länder abtreten. Außerdem sollte, wie bereits in der Konferenz von Konstantinopel festgelegt, ein großbulgarischer Staat geschaffen werden, der quer über den Balkan vom Schwarzen Meer bis an den Ohridsee (heute die Grenze zwischen Albanien und Nordmazedonien) und im Süden bis an die Ägäis reichen sollte. Dieser Frieden bedeutete für das Osmanische Reich den Verlust fast sämtlicher europäischen Besitzungen, für Russland, dessen Truppen unter Generalgouverneur Alexander Michailowitsch Dondukow-Korsakow den neu geschaffenen Satellitenstaat besetzt hielten, die Vorherrschaft auf der Balkanhalbinsel und einen Zugang zum Mittelmeer.
Das Vorgehen der russischen Außenpolitik rief die anderen Großmächte auf den Plan. Österreich-Ungarn fürchtete, seinen Einfluss auf dem Balkan zu verlieren, sei es durch eine russische Hegemonie, sei es durch die Errichtung eines Gesamtstaates aller Balkanslawen. Großbritannien fürchtete um seine Handelsbeziehungen mit dem Osmanischen Reich und sah das Gleichgewicht der Kräfte auf dem Balkan bedroht, das es seit dem Krimkrieg (1853–1856) bewachte. Premierminister Benjamin Disraeli ließ 5.000 Gurkhas auf Malta stationieren, britische Fregatten liefen ins Marmarameer ein. Die Regierung in Wien nahm Kriegskredite auf und versetzte die Garnisonen an der Grenze zu Russland in Alarmbereitschaft. Ein Krieg zwischen den Großmächten schien unmittelbar bevorzustehen. Auf der Balkanhalbinsel formierte sich inzwischen schon bewaffneter Widerstand der muslimischen Bevölkerung gegen die Loslösung ihrer Wohngebiete vom Osmanischen Reich. Österreich-Ungarn sah sich für einen Krieg gegen Russland aber nicht gerüstet, weshalb Außenminister Gyula Andrássy vorschlug, eine diplomatische Lösung auf einem Kongress der Großmächte zu finden. Der russische Außenminister Fürst Alexander Michailowitsch Gortschakow willigte ein und schlug als Ort Berlin vor. Das Deutsche Reich verfolgte als einzige Großmacht keine eigenen Interessen auf dem Balkan. Dies hatte Reichskanzler Otto von Bismarck am 5. Dezember 1876 vor dem Deutschen Reichstag ausgesprochen, als er sagte, auf dem ganzen Balkan sehe er „für Deutschland kein Interesse […], welches auch nur […] die gesunden Knochen eines einzigen pommerschen Musketiers wert wäre“. Im Februar 1878 äußerte er (ebenfalls vor dem Reichstag), er wolle nicht der „Schiedsrichter“ in der Orientalischen Frage sein, sei aber bereit, die Rolle eines „ehrlichen Maklers, der das Geschäft wirklich zu Stande bringen will“ zu übernehmen. Er verlangte aber, dass die drei streitenden Parteien sich grundsätzlich vorab einigten.
Die britische Regierung griff diesen Ansatz gerne auf, weil sie in bilateralen Verhandlungen ihre Interessen besser durchsetzen zu können hoffte, als in der multilateralen Kongressdiplomatie. Sie schloss daher drei getrennte Vorabkommen ab. Bei den Beratungen von Außenminister Lord Salisbury mit dem russischen Botschafter Pjotr Andrejewitsch Schuwalow war man sich am 30. Mai 1878 einig, dass es kein Bulgarisches Großreich geben solle. Gortschakow ließ aber bitten, das Ergebnis der Vorverhandlungen erst in Berlin zu ratifizieren, weil er auf Unterstützung der russischen Position durch die deutsche Seite hoffte. Salisbury gestand auch zu, dass die Entscheidungen in Berlin nur einstimmig getroffen werden sollten, wodurch Russland ein Veto-Recht behielt. Mit Österreich-Ungarn verständigte sich Salisbury am 6. Juni ebenfalls in London, dass das neue Bulgarien seine Südgrenze am Balkangebirge haben und die Österreicher Bosnien-Herzegowina besetzen sollten, womit sich Russland bereits im Januar 1877 einverstanden erklärt hatte. Auch die Osmanen waren zu einer Vorabsprache mit den Briten bereit. Sie befürchteten, dass die Einigung der streitenden Großmächte auf ihre Kosten gehen würde. Daher schlossen sie am 4. Juni 1878 in Konstantinopel ein Geheimabkommen mit den Briten, die ihnen ihre asiatischen Besitzungen garantierten und zusagten, einen russischen Zugriff auf die Meerengen zu vereiteln. Im Gegenzug erhielt Großbritannien das Recht, die Insel Zypern zu besetzen und zu verwalten. Die Insel blieb formell aber unter osmanischer Souveränität. Im Ausgleich hierfür erklärte sich Großbritannien bereit, eine französische Übernahme Tunesiens anzuerkennen; dieses Ansinnen wurde auch von Bismarck unterstützt.
Der französische Ministerpräsident Jules Ferry schickte im April 1881 Truppen nach Tunesien; diese eroberten das Land. Am 12. Mai 1881 wurde Bey Muhammad III. al-Husain zur Unterzeichnung des Bardo-Vertrags gezwungen.

## Verlauf und Ergebnisse

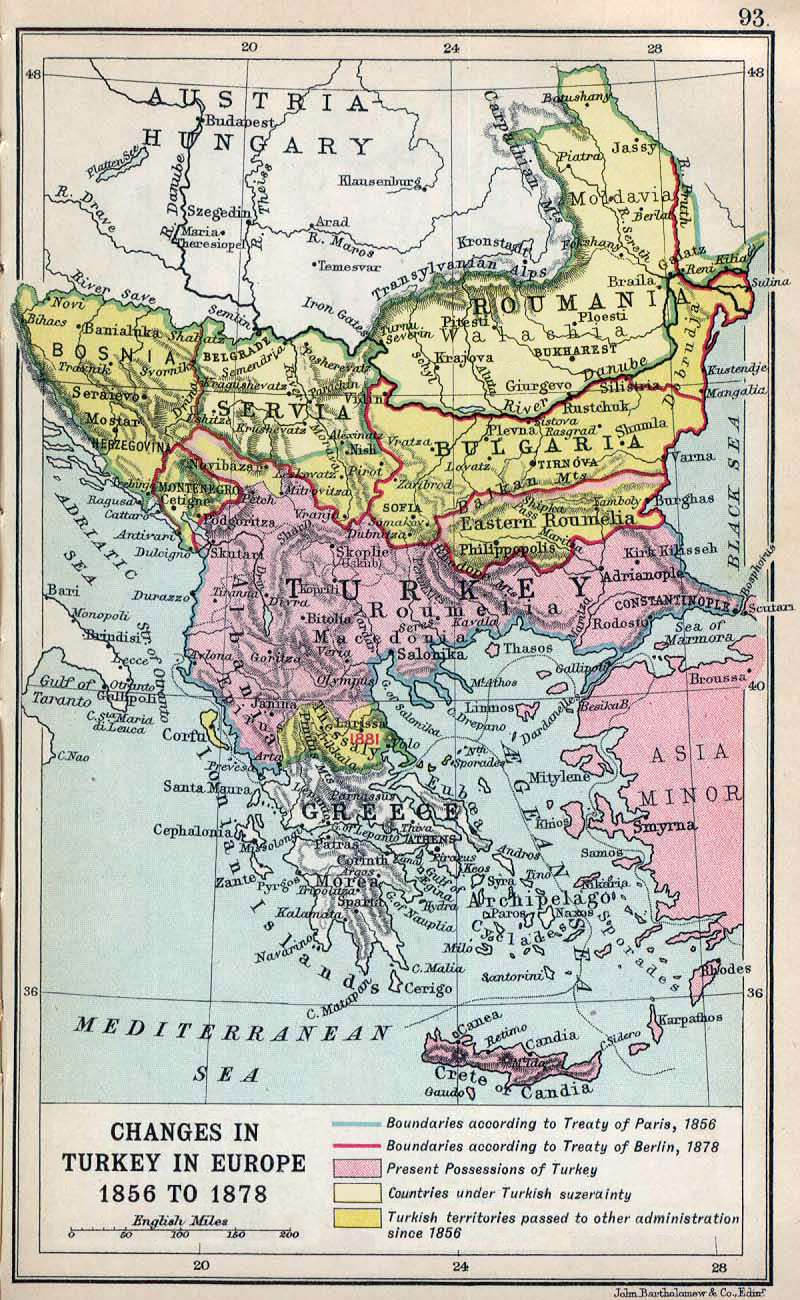
Die 1878 in Berlin neu gezogenen Grenzen auf dem Balkan

Die Grenzen in Transkaukasien nach dem
Frieden von Adrianopel (1829) (1.),
Frieden von San Stefano (1878) (2.)
und dem Berliner Kongress (1878) (3.)

Auf Einladung Bismarcks kamen die europäischen Diplomaten am 13. Juni 1878 in Berlin zusammen. Sie tagten einen Monat lang in der Reichskanzlei. Außer den Vertretern der Großmächte und des Osmanischen Reiches waren auch je ein Vertreter Griechenlands, Rumäniens und Serbiens anwesend, die zwar kein Stimmrecht hatten, aber je nach Geschick in informellen Gesprächen einige Vorteile für ihre Staaten erreichen konnten. Die Bulgaren, deren Staat noch nicht international anerkannt war und die zum Zeitpunkt des Kongresses auch nicht über eine Regierung verfügten, waren in Berlin nicht vertreten. Es war der letzte Kongress zur Regelung internationaler Streitfragen, an dem ausschließlich europäische Mächte teilnahmen.
Der Kongress tagte unter Bismarcks Vorsitz in zwanzig Vollsitzungen, zahllosen Kommissionsberatungen, internen Besprechungen und Arbeitsessen, für die der Hotelier August F. W. Borchardt opulente Buffets anrichtete. Dafür zahlte ihm die Reichskasse pro Tag 500 Mark, was seine Ausgaben nach eigenen Angaben aber nicht deckte. Kongresssprache war Französisch; nur der britische Premierminister Disraeli beharrte darauf, Englisch zu reden. Bismarck entwarf die dichtgedrängten Tagesordnungen der Sitzungen und drängte auf rasche Erledigung, weil seine angegriffene Gesundheit ihn dazu zwang, möglichst bald nach Bad Kissingen zur Kur abzureisen. Stockten die Verhandlungen über Punkte, die in London nicht hinreichend vorberaten waren, suchte er nach Kompromissen oder drohte mehr oder minder unverhohlen: Die osmanische Gesandtschaft, mit der er rüde umzugehen pflegte, empfing er beispielsweise einmal in voller Uniform einschließlich Pickelhaube.
Gortschakows Hoffnung, Bismarck würde die russischen Wünsche gegen die britischen Bedenken stärker unterstützen, erfüllte sich nicht. Allenfalls moralisch unterstützte der Reichskanzler russische Positionen, die wegen gesundheitlicher Probleme Gortschakows hauptsächlich durch Botschafter Schuwalow vertreten wurden. Der Kongress bestätigte in seinen ersten sieben Vollsitzungen bis zum 26. Juni vielmehr weitgehend die Ergebnisse der Londoner Vorberatungen: Der Frieden von San Stefano wurde fast vollständig demontiert: Statt eines unter russischem Einfluss stehenden Staates Großbulgarien (164.000 km²) wurde nun ein selbstregiertes, unter osmanischer Suzeränität bleibendes Fürstentum Bulgarien (64.000 km²) eingerichtet, dessen Gebiet auf das Territorium der ehemaligen osmanischen Donau-Provinz (das Gebiet zwischen der unteren Donau und dem Balkangebirge) und im Südwesten das Becken von Sofia bis hin zum Rila-Gebirge beschränkt war. Die Oberthrakische Tiefebene und die Rhodopen südlich des Balkan blieben als autonome Provinz Ost-Rumelien (Art. 13–22) beim Osmanischen Reich. Der Generalgouverneur der Provinz wurde von der Hohen Pforte mit Zustimmung der Mächte für fünf Jahre ernannt (Art. 17). Makedonien wurde wieder der Hohen Pforte unterstellt und blieb bis 1912 die zentrale Provinz Rumeliens. Die Dauer der russischen Besetzung des Gebietes wurde von zwei Jahren auf neun Monate verkürzt (Art. 22).
Die Souveränität Montenegros (Art. 26–33), Serbiens (Art. 34–44) und Rumäniens (Art. 43–51) wurde dagegen vollumfänglich bestätigt. Letzteres musste zum Ausgleich für Russlands Machtverlust Gebiete im südlichen Bessarabien abtreten und wurde mit dem nördlichen Teil der Dobrudscha einschließlich des wichtigen Schwarzmeerhafens Constanța entschädigt.
Vom 26. Juni an befassten sich die Konferenzteilnehmer in mehreren Sitzungen mit den neuen Grenzen der übrigen südosteuropäischen Staaten. Serbien erhielt Gebietserweiterungen an seiner Südgrenze: Außer dem schon in San Stefano gewonnenen Gebiet um Niš wurden nun auch Pirot und Vranje serbisch. Montenegro wurde um mehr als ein Drittel seiner Fläche vergrößert und bekam mit Bar erstmals einen Hafen; all dies ging auf Kosten des Osmanischen Reiches. Der griechische Außenminister Theodoros Deligiannis konnte die Zustimmung der Großmächte für Gebietserweiterungen an der griechischen Nordgrenze in Epirus und Thessalien erringen. Die genaue Grenzziehung sollten Griechenland und das Osmanische Reich später bilateral aushandeln. 1881 erfolgte daraufhin der Übertrag Thessaliens an Griechenland. Frankreich wurde für seine Zustimmung zum Berliner Vertrag die Annexion des osmanischen Vasallenstaats Tunis in Aussicht gestellt, die ebenfalls 1881 erfolgte.
Österreich-Ungarn erhielt, wie im Budapester Vertrag vom Januar 1877 vorgesehen, das Recht, Bosnien-Herzegowina zu besetzen, dessen Bevölkerung aus orthodoxen Serben, katholischen Kroaten und Muslimen bestand. Auch im Sandschak von Novi Pazar wurde ihm der Unterhalt von Truppen zugestanden, der ansonsten aber beim Osmanischen Reich blieb. Dies diente dem Zweck, eine südslawische und damit prorussische Machtbildung auf dem Balkan zu verhindern, wenn etwa Serbien und Montenegro sich vereinigten. Dementsprechend groß war die Empörung der Serben. Auch die Osmanen protestierten, bekamen aber von Andrássy in einer geheimen Abmachung zugesichert, die Regierung in Wien sei bereit, diese Okkupation „als provisorische zu betrachten“.
Gegen Ende des Kongresses wurden die finanziellen Folgen des Krieges (Entschädigungen, osmanische Staatsschulden) beraten und die russischen Territorialgewinne in Transkaukasien (Ardahan, Batumi und Kars) bestätigt. Letztere hatten zur Folge gehabt, dass aus diesen Gebieten Muslime, namentlich Tscherkessen, nach Ostanatolien geflohen waren, wodurch die dort mehrheitlich siedelnden christlichen Armenier unter Druck gerieten. In Artikel 61 des Berliner Vertrages wurde die Hohe Pforte daher verpflichtet, umgehend Reformen zur Verbesserung der Lage der Armenier ins Werk zu setzen und deren Sicherheit gegen Übergriffe von Kurden und Tscherkessen zu garantieren. Die Osmanen willigten ein, weigerten sich aber später, diese als Einmischung in die inneren Angelegenheiten empfundenen Bestimmungen umzusetzen. Am 13. Juli 1878 wurden die erzielten Ergebnisse im von den Großmächten und dem Osmanischen Reich unterzeichneten Berliner Vertrag festgehalten.

## Folgen
Obwohl die Russen bei nüchterner Betrachtung der Lage das Maximum dessen erlangt hatten, was ohne Krieg erreichbar war, empfanden sie den Berliner Vertrag als Niederlage: Ihre Ordnungsvorstellungen für Südosteuropa hatten sich nicht durchsetzen lassen, der ersehnte direkte Zugang zum Mittelmeer war ihnen verwehrt worden. Die Rivalität Österreichs und Russlands auf dem Balkan vertiefte sich und wurde zu einer Konstante in der europäischen Politik bis zum Ausbruch des Ersten Weltkriegs. Die Presse unter dem Einfluss des panslawistischen Publizisten Michail Nikiforowitsch Katkow schäumte, Kosaken demonstrierten, allgemein gab man entweder dem Botschafter in London Pjotr Schuwalow oder Bismarck die Schuld.
In der Folgezeit verschlechterte sich auch das deutsch-russische Verhältnis, denn der Außenminister Gortschakow und seine Anhänger lasteten das Verhandlungsergebnis nicht zuletzt dem Wirken Bismarcks an. Zar Alexander II. beklagte sich im so genannten Ohrfeigenbrief vom August 1879 bitter bei seinem Onkel Kaiser Wilhelm I. über Bismarcks Verhalten. Russland kündigte nun das Dreikaiserabkommen, welches aber im Juni 1881 als Dreikaiserbund noch einmal wiederhergestellt wurde. Infolge der bulgarischen Krise 1885, die zur bulgarischen Vereinigung führte, lösten sich die Bündnisbeziehungen zwischen den drei europäischen Kaiserreichen endgültig auf. Im Zentrum der deutschen Bündnispolitik stand nun der 1879 mit Österreich-Ungarn geschlossene Zweibund, während Russland sich Frankreich annäherte.
Insgesamt war der Kongress für das Deutsche Reich aber ein großer Erfolg, da die Mächte die faktische Stellung der neuen europäischen Großmacht durch ihren Besuch in Berlin anerkannten. Auch konnte Bismarck demonstrieren, dass er die deutsche Machtstellung nicht zu weiterer nationaler Expansion einzusetzen gedachte: Das Reich zeigte sich demonstrativ saturiert. Theodor Schieder sieht in der bismarckschen Kongressdiplomatie eine erfolgreiche Verwirklichung des im Kissinger Diktat vom Juni 1877 entworfenen Idealbilds „nicht … irgendeines Ländererwerbs, sondern das einer politischen Gesamtsituation, in welcher alle Mächte außer Frankreich unser bedürfen, und von Koalitionen gegen uns durch ihre Beziehungen zueinander nach Möglichkeit abgehalten werden.“
Für Österreich-Ungarn war der Berliner Kongress nur vordergründig ein Erfolg. Außer den verschlechterten Beziehungen zu Russland folgten daraus große innenpolitische Probleme bezüglich der staatlichen Integration Bosniens. Auf die Dauer machte sich auch der Unmut Serbiens bemerkbar, dessen Regierung sich Hoffnung auf Gebietsgewinne in Bosnien gemacht hatte. Unmittelbar nach 1878 war in Serbien aber der Zorn auf Russland größer, denn man fühlte sich von seinem großen slawischen Verbündeten zu Gunsten Bulgariens im Stich gelassen.

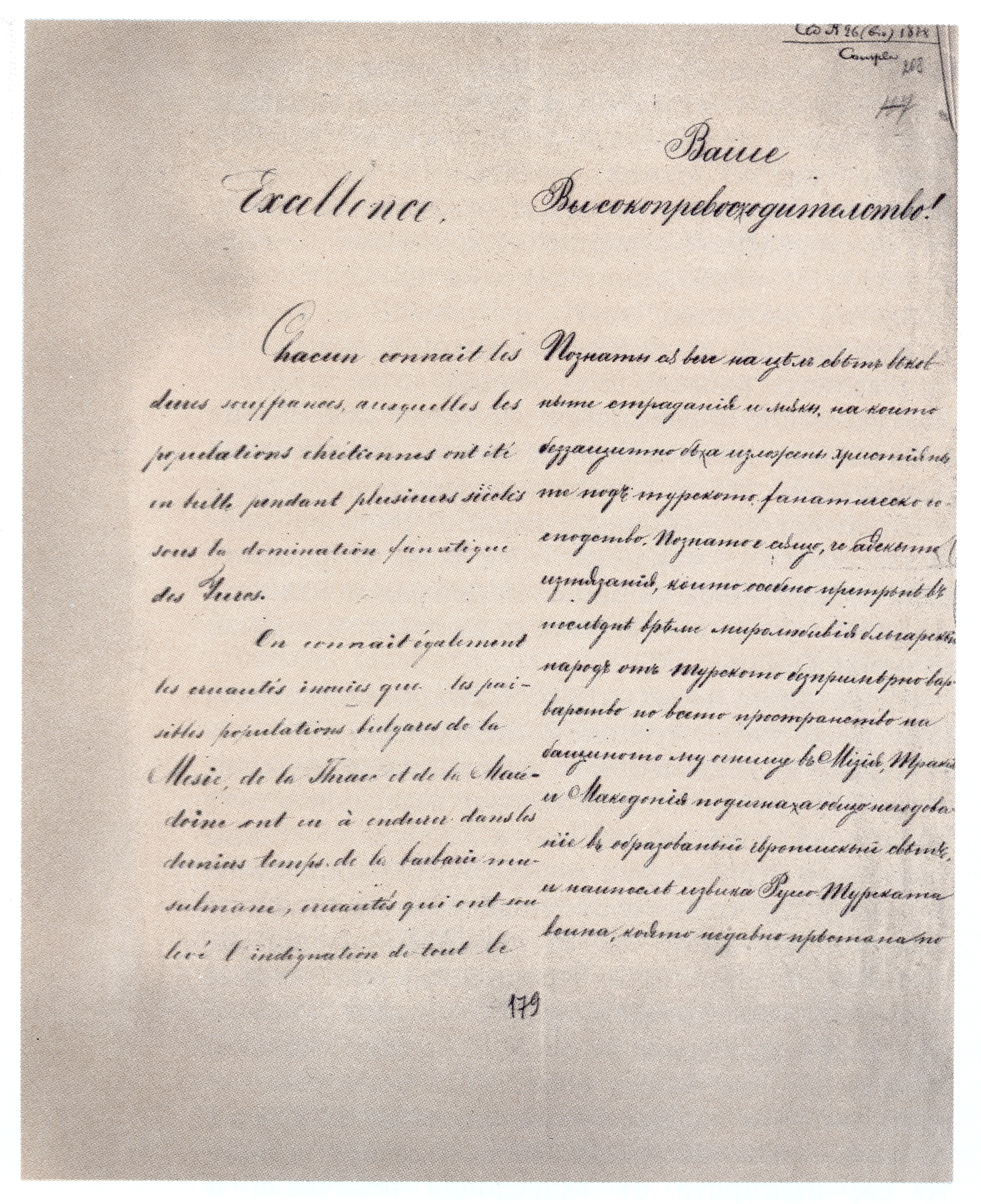
Appell der makedonischen Bulgaren an die Großmächte gegen die Entscheidungen des Berliner Kongresses

Auf dem Balkan führte dies zu einem scharfen serbisch-bulgarischen Antagonismus. In drei Kriegen (Serbisch-Bulgarischer Krieg 1885/1886, Zweiter Balkankrieg 1913, Erster Weltkrieg) standen sich beide Länder als Feinde gegenüber und kämpften um den Besitz Mazedoniens. Für die Bulgaren war der Berliner Friedensvertrag eine große Enttäuschung. Sie waren mit den gezogenen engen Grenzen erwartungsgemäß unzufrieden. Als Reaktion gegen die Entscheidungen des Berliner Kongresses brach im Herbst 1878 im Nordosten Makedoniens der Kresna-Raslog-Aufstand aus, der allerdings von regulären osmanischen Truppen unterdrückt werden konnte. Die bulgarische Außenpolitik war bis zum Ersten Weltkrieg konstant darauf ausgerichtet, jene Gebiete zu gewinnen, die Russland den Bulgaren in San Stefano versprochen hatte.
Für das Osmanische Reich war das Ergebnis des Berliner Kongresses zwiespältig. Auf der einen Seite stand es deutlich besser da, als es bei einer Verwirklichung des Friedensvertrags von San Stefano der Fall gewesen wäre. Auch hatten die Großmächte die Vertreter der Hohen Pforte in Berlin als Teilnehmer des „europäischen öffentlichen Rechts und Konzerts“ anerkannt, wie sie es 1856 im Pariser Frieden zugesagt hatten. Gleichwohl waren die Verluste gegenüber dem Zustand vor Ausbruch der Orientalischen Krise gravierend, und es war deutlich, dass das Osmanische Reich nur Objekt der Verhandlungen, aber kaum verantwortlich gestaltender Teilnehmer war. Der Berliner Kongress und die ausländische Verwaltung seiner Staatsschulden, die das bankrotte Osmanenreich 1881 zugestehen musste, zeigten, dass das einst mächtige Reich zum Kranken Mann am Bosporus geworden war: ein Spielball der Großmächte, das seine Territorien nur deshalb nicht gänzlich verlor, weil Großbritannien, Russland und Österreich-Ungarn sich nicht über die Verteilung einigen konnten. Hinzu kam das Problem des Nationalismus der Balkanvölker, dem in Berlin zumindest teilweise nachgegeben worden war. Er entlud sich Anfang des 20. Jahrhunderts in mehreren antitürkischen Aufständen und führte im Ersten Balkankrieg zum Verlust aller europäischen Provinzen des Reichs.
Uneingeschränkt zufrieden mit den Ergebnissen des Berliner Kongresses war die britische Regierung, denn man hatte Russland erfolgreich aus dem Mittelmeer ferngehalten und zusätzlich Zypern als Flottenbasis gewonnen. Außenminister Lord Salisbury wurde für seine Verhandlungserfolge mit dem Hosenbandorden ausgezeichnet. Premierminister Disraeli äußerte sich daher auch sehr zufrieden über Bismarcks Verhandlungsführung. Das deutsch-britische Verhältnis war noch lange danach von einer gegenseitigen wohlwollenden Neutralität geprägt.

## Wertung
Die Wertung des Berliner Kongresses und seiner Ergebnisse ist in der historischen Forschung umstritten. Wegen des offen imperialistischen Feilschens über Territorien ohne jede Rücksicht auf die nationalen Rechte der ansässigen Bevölkerung und wegen der kurzfristigen und kurzsichtigen Politik, die sich dabei zeigte, ist er zum Teil heftig kritisiert worden. Der britische Historiker Alan J. P. Taylor urteilt, dass der Friede von San Stefano Südosteuropa größere Stabilität gebracht hätte; der Berliner Vertrag habe dagegen nur eine wacklige und instabile Wiederherstellung der osmanischen Herrschaft über die Balkanvölker gebracht, die nicht von langer Dauer habe sein können. Dem wird die Wahrung des Friedens in Europa gegenübergestellt, auch wenn dies nur für die Beziehungen zwischen den europäischen Großmächten galt und die Verhältnisse auf dem Balkan auch in der Folgezeit krisenhaft und friedensgefährdend blieben.

## Vertreter
Deutsches Reich
- Fürst Otto von Bismarck, Reichskanzler
- Fürst Chlodwig zu Hohenlohe-Schillingsfürst, Botschafter in Paris
- Bernhard Ernst von Bülow, Staatssekretär im Auswärtigen Amt

Russland
- Fürst Alexander Michailowitsch Gortschakow, Außenminister
- Graf Pjotr Andrejewitsch Schuwalow, Botschafter in London
- Baron Paul d’Oubril, Botschafter in Berlin

Frankreich
- William Henry Waddington, Außenminister
- Graf Charles Raymond de Saint-Vallier, Botschafter in Berlin
- Félix-Hippolyte Desprez, bevollmächtigter Gesandter

Vereinigtes Königreich
- Benjamin Disraeli (Earl of Beaconsfield), Premierminister
- Robert Cecil (Marquess of Salisbury), Außenminister
- Lord Odo Russell, Botschafter in Berlin

Italien
- Graf Luigi Corti, Außenminister
- Marquis Edoardo de Launay, Botschafter in Berlin

Osmanisches Reich
- Alexander Carathéodory Pascha, Außenminister
- Sadullah Pascha, Botschafter in Berlin
- Mehmed Ali Pascha, Feldmarschall

Österreich-Ungarn
- Graf Gyula Andrássy, Außenminister
- Graf Aloys Károlyi, Botschafter in Berlin
- Freiherr Heinrich Karl von Haymerle, Botschafter in Rom

Rumänien
- Ion C. Brătianu, Ministerpräsident
- Mihail Kogălniceanu, Außenminister

Griechenland
- Theodoros Deligiannis, bevollmächtigter Gesandter
- Petros Brailas-Armenis, Parlamentarier und Botschafter

Serbien
- Jovan Ristić, bevollmächtigter Gesandter